# Relaciones Colombia-Egipto
Las relaciones Colombia-Egipto son las relaciones diplomáticas entre la República de Colombia y la República Árabe de Egipto. Ambos gobiernos mantienen una relación amistosa desde el siglo XX.

## Historia
Ambos gobiernos establecieron relaciones diplomáticas el 23 de enero de 1957 durante el gobierno de Gustavo Rojas Pinilla en Colombia y el de Gamal Abdel Nasser en Egipto. El 23 de junio de 1981 se firmaron el Convenio Básico de Cooperación Técnica y Científica y el Convenio Comercial.

## Relaciones económicas
Ambos países poseen un convenio comercial. Colombia exportó a Egipto el equivalente a 7.682 miles de millones de dólares, siendo las principales exportaciones las relacionadas con el sector agropecuario, café y maquinaria; mientras que Egipto exportó a Colombia el equivalente a 11.714 miles de millones de dólares, siendo los principales productos los relacionados con el sector de la confección, textiles y relacionados con la industria liviana.

## Representación diplomática
- Colombia tiene una embajada en El Cairo.[2]
- Egipto tiene una embajada en Bogotá.[1]